# نیلس-بریه استورمبوم
نیلس-بریه استورمبوم (انگلیسی: Nils-Börje Stormbom; ۲۶ سپتامبر ۱۹۲۵ – ۲۶ نوامبر ۲۰۱۶) روزنامه‌نگار، و مترجم اهل فنلاند بود.
وی همچنین برندهٔ جوایزی همچون جایزه اینو لینو شده‌است.